# Муїн Шаабані
Муїн Шаабані (араб. معين الشعباني; нар. 18 січня 1981) — туніський футболіст, захисник. Головний тренер клубу «Есперанс».

## Клубна кар'єра
Футбольну кар'єру розпочав у сезоні 1998/99 років у першій команді «Есперанса». Напередодні старту сезону 207/08 років перейшов в турецький «Анкарагюджю». Проте вже наступного сезону повернувся до Тунісу, де підписав контракт з «Хаммам-Ліф». Потім знову виїхав за кордон, цього разу до Саудівської Аравії, де провів один сезон в «Аль-Кадісії». У 2011 році повернувся до «Хаммам-Ліфу», кольори якого захищав до 2014 року, коли вирішив завершити кар'єру футболіста.

## Кар'єра в збірній
У 2002 році зіграв 1 матч у футболці національної збірної Тунісу. 

## Кар'єра тренера
По завершенні кар'єри гравця увійшов до тренерського штабу Жерара Хосе у клубі «Хаммам-Ліф», у липні 2016 року виконував обов'язки головного тренера команди. З 2016 року допомагав тренувати «Есперанс». Працював асистентом головного тренера у штабах Аммара Суая, Фаузі Бензаріті та Халіда Бен Яхія. 10 жовтня 2018 року став головним тренером «Есперансу». 9 листопада 2018 року виграв свій перший трофей. У фінальному поєдинку Ліги чемпіонів КАФ «Есперанс» обіграв єгипетський «Аль-Аглі». У 2018 році команда туніський клуб вдруге своїй історії взяв участь у клубному чемпіонаті світу 2018 року, де «Есперанс» посів 5-е місце. 31 травня 2019 року вдруге в кар'єрі Шаабані та вчетверте в історії клубу «Есперанс» виграв африканську Лігу чемпіонів. У фінальному поєдинку туніський клуб обіграв «Відад» (Касабланка).

## Досягнення

### Як гравця
- Ліга 1
  -  Чемпіон (6): 2000, 2001, 2002, 2003, 2004, 2006

- Кубок Тунісу
  -  Володар (2): 2006, 2007, 2008

- Суперкубок Тунісу
  -  Володар (1): 2001

### Як тренера
- Ліга 1
  -  Чемпіон (2): 2018, 2019

- Кубок Тунісу
  -  Володар (1): 2016 (як асистент головного тренера)

- Суперкубок Тунісу
  -  Володар (1): 2019

- Ліга чемпіонів КАФ
  -  Чемпіон (2): 2018, 2019